# Arnold II de Wels-Lambach
Arnold II de Wels-Lambach († 1055) fill del comte Arnold I de Wels-Lambach, fou marcgravi d'Estíria, càrrec que va rebre després de la caiguda del marcgravi Adalberó d'Eppenstein el 1035 (per presumpta alta traïció). El 1050 es va dur a terme al castell de Lambach una terrible massacre en què la seva esposa Regilla o Reginlinda de Verdun i els seus fills Godofreu i Arnold III (amb la seva esposa Hazeca) van morir. Arnold II llavors va dedicar el seu castell ancestral a una col·legiata (Lambach) i va morir el 1055. El seu últim fill supervivent, Adalberó bisbe de Würzburgbero va canviar la col·legiata el 1056 per un monestir benedictí.
El marcgraviat fou donat per l'emperador a Ottokar I de Chiemgau, de la família dels Traungauer (coneguts pels Ottokars) amb seu al castell de Steyr.